# Simbabwische Futsalnationalmannschaft
Die simbabwische Futsalnationalmannschaft ist eine repräsentative Auswahl simbabwischer Futsalspieler. Die Mannschaft vertritt den simbabwischen Fußballverband bei internationalen Begegnungen. Das Team nahm 1989 an der ersten Futsal-Weltmeisterschaft unter Schirmherrschaft der FIFA teil, tritt seither aber nur noch sporadisch in Erscheinung. 

## Abschneiden bei Turnieren
Simbabwe wurde 1989 von der FIFA eingeladen, an der ersten Futsal-WM in den Niederlanden teilzunehmen. In einer Gruppe mit Italien, den Vereinigten Staaten und Australien beendete man die Vorrunde nach drei Niederlagen auf dem letzten Tabellenrang. Bis zum nächsten internationalen Auftritt eines simbabwischen Futsalteams dauerte es bis 1996, als eine Mannschaft an der Afrikameisterschaft teilnahm, die zugleich als Qualifikationsturnier für die Weltmeisterschaft diente. Mit zwei Siegen, einem Unentschieden und einer Niederlage schloss man die Fünfergruppe auf dem dritten Rang ab und verpasste dadurch die Qualifikation für die WM. Im Jahr 2012 nahm die Mannschaft zum dritten Mal an A-Länderspielen teil.

### Futsal-Weltmeisterschaft
- 1989 – Vorrunde
- 1992 – nicht eingeladen
- 1996 – nicht qualifiziert
- 2000 – nicht teilgenommen
- 2004 – nicht teilgenommen
- 2008 – nicht teilgenommen
- 2012 – nicht qualifiziert
- 2016 – nicht teilgenommen
- 2020 – nicht qualifiziert
- 2024 – nicht teilgenommen

### Futsal-Afrikameisterschaft
- 1996 – 3. Platz
- 2000 – nicht teilgenommen
- 2004 – nicht teilgenommen
- 2008 – nicht teilgenommen
- 2016 – nicht teilgenommen
- 2020 – nicht teilgenommen
- 2024 – nicht teilgenommen